# Meister von Bronnweiler
Als Meister von Bronnweiler wird in der Kunstgeschichte ein namentlich nicht bekannter Bildschnitzer aus dem Schwaben des Mittelalters bezeichnet. Der Künstler hat eine Kreuzigungsgruppe und Figuren einer Heimsuchung Mariens geschaffen. Diese Werke in gotischem Stil wurden wahrscheinlich um 1415 für die Neueinrichtung des Chores der Marienkirche von Bronnweiler südwestlich der Stadt Reutlingen am Rand der Schwäbischen Alb geschnitzt.  Die  erhaltenen Reste der Figurengruppen werden heute im Württembergischen Landesmuseum in Stuttgart aufbewahrt und gaben dem Meister von Bronnweiler nach ihrem Herkunftsort seinen Notnamen.  
Der Meister von Bronnweiler hat sich in seiner Arbeit bereits von der hochgotischen oft noch formelhaften Bildsprache der Plastik des ausgehenden 14. Jahrhunderts in Schwaben weiterbewegt. Er beginnt beispielsweise die Linienführung im Faltenwurf der Kleidung seiner Figuren fließend realistisch zu gestalten und zeigt damit erste Ansätze eines Weichen Stils. Der typische Faltenwurf der hochwertigen Marienfiguren der Heimsuchungsgruppe hat zu Vermutungen geführt, dass der Meister von Bronnweiler eventuell in Ulm in der  Werkstatt des Bildhauers Meister Hartmann tätig war.
Jedoch erreichte der  Meister von Bronnweiler nach Ansicht von Experten noch nicht die lebendige Darstellung  wie sie fast zeitgleich ein anderer Bildhauer in Schwaben, der Meister von Eriskirch geschaffen hat, dessen Werk bereits den Beginn der Spätgotik im Bodenseeraum anzeigt. Vergleiche der Werke der Bildschnitzerei verschiedener Meister im Schwaben am Anfang des 15. Jahrhunderts lassen erkennen, dass  die stilistischen Neuerungen  aus dem Oberrhein oder Burgund zum Ende der Hochgotik  sich unterschiedlich schnell in Schwaben verbreiteten. Sie zeigen weiter auch, dass sich Künstler damals teilweise langsamer von althergebrachter religiöser Bildsprache und traditionellen Kunstvorstellung entfernten. 
Die Schnitzerei des  Meisters  von Bronnweiler ist eines der wenigen erhaltenen Beispiele gotischer Skulpturen in der Region um Reutlingen, die Gegend schloss sich  früh den protestantischen Glaubensvorstellungen an, die die Heiligenbilder der Gotik und deren Bedeutung für die Darstellung einer 'Heilsvorstellung' ablehnte und viele der Bildwerke, die bis zur Reformation Anfang des 16. Jahrhunderts die Kirchen der Region schmückten, wurden entfernt und gingen dann verloren. 